# Royal Sovereign (vuurtoren)
De Royal Sovereign vuurtoren (Royal Sovereign Lighthouse) is een lichtplatform met vuurtoren dat zich ongeveer 9 km ten zuidoosten van de Engelse kuststad Eastbourne in Het Kanaal bevindt. Het platform staat op de zandbank waar het naar vernoemd werd en waarschuwt de scheepvaart voor deze gevaarlijke ondiepte. Het complex werd in 1971 geïnstalleerd en verving daarmee het laatste van een reeks lichtschepen die sinds 1875 de zandbank signaleerden. Het platform is eigendom van Trinity House. Na de automatisatie in 1994 werd het beheer van de installatie overgenomen door het Planning Centre van deze vennootschap in Harwich in het Engelse Essex. Trinity House is verantwoordelijk voor de navigatiemiddelen in Engeland, Wales, Gibraltar en de Kanaaleilanden.

## Kenmerken en uitrusting

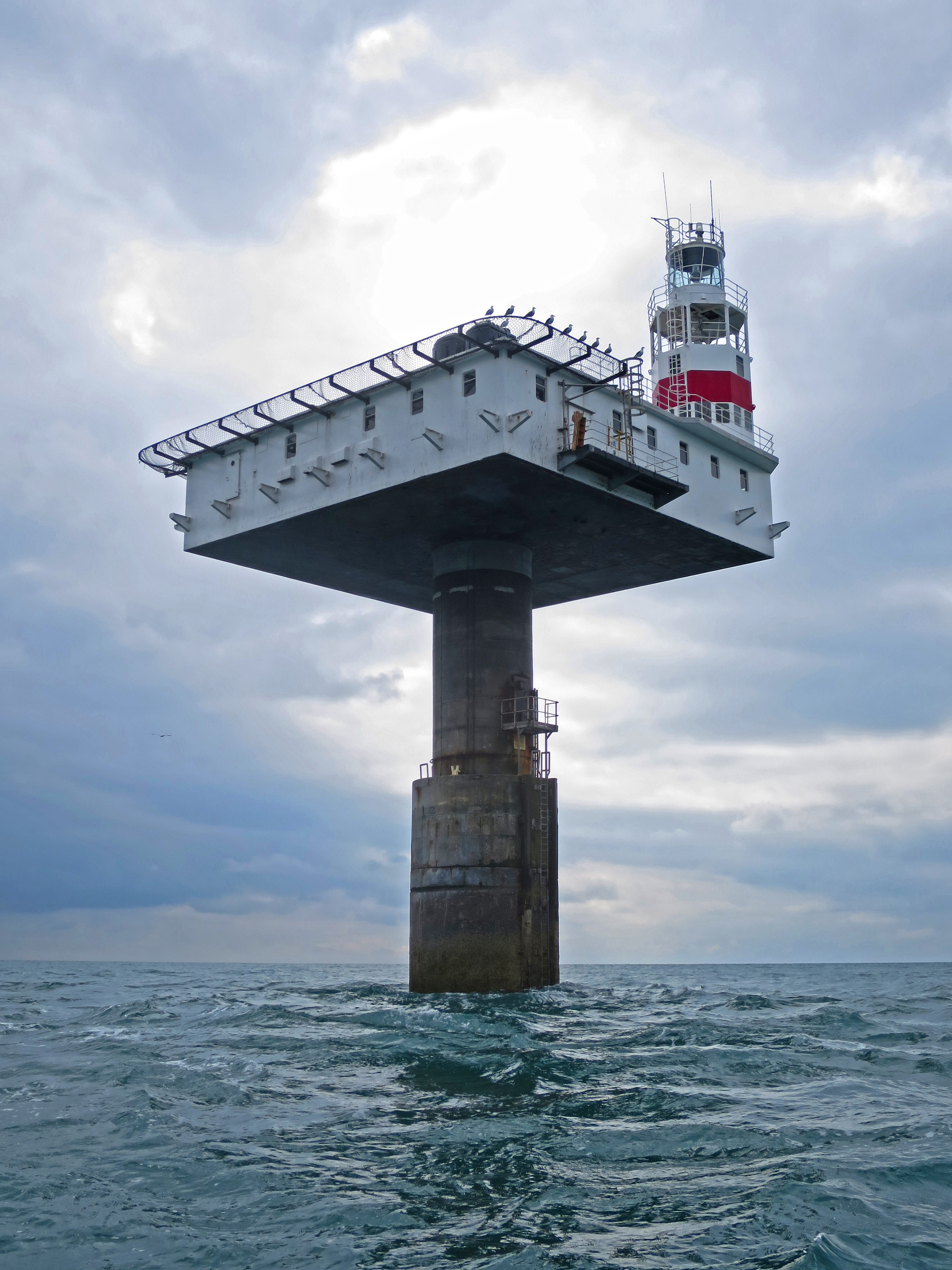
Het platform staat op een betonnen kolom. Op een hoek van het platform bevindt zich een achthoekige vuurtoren.

Het complex bestaat uit een vierkant platform dat op een betonnen kolom werd geplaatst waardoor het zich hoog genoeg boven de zeespiegel bevindt om geen hinder te ondervinden van de hoogste te verwachten golven. Op een hoek van het platform werd een achthoekige witte vuurtoren geïnstalleerd die werd voorzien van een rode horizontale band. Het onderste niveau van deze toren werd uitgerust met een controlekamer. Op het volgende niveau is een elektrisch mistsignaal geïnstalleerd van het type SA850 dat wordt geactiveerd door een mistdetector. Deze installatie genereert om de 30 seconden twee identieke opeenvolgende tonen. Bovenaan in de toren bevindt zich het lichthuis waarin twee lantaarns zijn gemonteerd van het type ML-300 die werden vervaardigd door de firma Tideland Signals Ltd.. Deze lichtbronnen genereren synchroon om de 20 seconden een witte schittering met een lichtsterkte van 3.976 candela die zichtbaar is tot op een afstand van 12 zeemijl
De bovenzijde van het platform doet dienst als landingsplaats voor helikopters. In het platform bevinden zich een woongedeelte en technische installaties. Het personeel dat de toren tot 1994 bemande had een woonkamer, vijf slaapkamers, twee badkamers en een keuken ter beschikking. De overige ruimte werd ingenomen door dieselgeneratoren en accu's. Naast de vuurtoren werden op het platform naar het zuiden gerichte zonnepanelen geïnstalleerd die voor de stroomvoorziening zorgen.
Het complex kreeg het Maritiem Mobile Service Identiteit-nummer (MMSI-nummer) 992359001 toegewezen. Met dit uniek getal van 9 cijfers kan het als radiostation geïdentificeerd worden.

## Geschiedenis

### Lichtschepen
Het eerste lichtschip dat de ondiepte signaleerde werd in 1875 uitgelegd en vertoonde om de minuut drie schitteringen. Het bevond zich op ongeveer 17 km van Eastbourne en 11 km van Bexhill-on-Sea. In 1877 werd het lichtkarakter van het schip aangepast: het genereerde dan om de 45 seconden drie korte flitsen. Het laatste lichtschip dat de Royal Sovereign zandbank aangaf werd binnengehaald in juni 1971 toen de toren in gebruik genomen werd.

### Constructie en plaatsing van het platform
In 1970 werd begonnen met de constructie van een caisson uit gewapend beton die de basis van de toren zou vormen. Daarop werd een betonnen kolom gemonteerd die uit twee delen bestond en uitschuifbaar was. Deze werkzaamheden vonden plaats op het strand van Newhaven, een kuststad in East Sussex. Nadat een deel van de zandbank was geëgaliseerd werd de drijvende caisson met sleepboten ter plaatse gebracht en afgezonken. Het vierkante platform met bemanningsverblijven, dienstruimten en een lichtopstand werd in 1971 met sleepboten boven de kolom gebracht en ter plaatse gehouden. Door het afnemende tij zakte de bovenstructuur op de kolom. Daarna werd, door middel van 150 vijzels, de zuil die het platform droeg 13 meter uitgeschoven. Na de vergrendeling van de opgevijzelde kolom bevond het licht van de vuurtoren zich 28 meter boven het wateroppervlak. De totale kostprijs van de volledige project bedroeg £ 1.600.000.

### Evolutie van de lichtbron
Een lamp met een vermogen van 1000 W en een spanning van 100 V zorgde na de ingebruikname voor een schittering om de 20 seconden. De lichtopbrengst bedroeg 2.500.000 candela. Later werd een metaalhalidelamp van 400 W geïnstalleerd. De lichtopbrengst en het lichtkarakter bleven behouden.

### Automatisering
Als voorbereiding op de automatische werking werd de fresneloptiek verwijderd en vervangen door twee met elkaar gesynchroniseerde lantaarns die elk waren uitgerust met een lampenwisselaar met zes lampen. Hierdoor werd de reikwijdte van het licht teruggebracht van 28 zeemijl (ongeveer 52 km) tot 12 zeemijl (ongeveer 22 km). Tevens werd de door perslucht aangedreven misthoorn vervangen door een elektrisch type. Op het helikopterdek werden naast de vuurtoren een aantal zonnepanelen geïnstalleerd. Deze panelen, die de energievoorziening van de dieselgeneratoren overnamen, werden gemonteerd onder een hoek van 65° en zijn op het zuiden gericht. In 1994 verlieten de laatste vuurtorenwachters het complex, dat vanaf dat moment door middel van een Vodafoneverbinding werd beheerd vanuit het Planning Centre van Trininty House in Harwich. In 2005 bedroegen de jaarlijkse onderhoudskosten van het onbemande platform £ 50.000.

## Verhuur
In 2006 ging Trinity House in op het verzoek van een zakenman om de leegstaande woonruimten in het complex als vakantiewoning te verhuren voor twee jaar. De huurder, afkomstig uit Bexhill-on-Sea, gebruikte een privéhelikopter om het platform te bereiken en voerde tijdens zijn verblijf kleine onderhoudswerken uit.